# Пономарёв, Николай Владимирович
Николай Владимирович Пономарёв — советский хозяйственный, государственный и политический деятель.

## Биография
Родился в 1935 году в Ленинграде. Член КПСС.
С 1959 года — на хозяйственной, общественной и политической работе. В 1959—2009 гг. — инженер в оборонной организации, на освобожденной комсомольской, советской и партийной работе, первый секретарь Ленинского райкома КПСС, заведующий промышленным отделом Ленинградского горкома КПСС, заместитель председателя Ленинградского городского Комитета народного контроля, начальник Архивного управления г. Санкт-Петербурга и Ленинградской области.
Делегат XXV съезда КПСС.
Жил в Санкт-Петербурге.